# Neoplocaederus basalis
Neoplocaederus basalis es una especie de escarabajo longicornio del género Neoplocaederus, tribu Cerambycini, subfamilia Cerambycinae. Fue descrita científicamente por Gahan en 1890.

## Descripción
Mide 13-30 milímetros de longitud.

## Distribución
Se distribuye por Angola, Costa de Marfil, Gabón, Nigeria, República Centroafricana y República Democrática del Congo.